# Miguel Abaffi
Miguel Abaffi, Miguel I Apafi ou Mihály Apafi I (Gherla, 3 de novembro de 1632 – Făgăraș, 15 de abril de 1690) foi um príncipe eleito da Transilvânia, que governou este Estado desde 1661 até 1690 sob a protecção dos turcos.
Foi nomeado chefe dos exércitos do sultão Mohamed IV corria o ano de 1661, por eleição de Alí-Bajá.
Depois do malogro do último grande esforço otomano contra os austríacos, o cerco de Viena, fez a paz com a Áustria e conservou até à morte em 1690 a apetência do poder e chegou a conquistar as cidades de Clausenbourg, actual Klausenburg e de Zatmar, actual Satmar.
Foi pai de Abaffi II (1677 — 1713), igualmente príncipe da Transilvânia.